# Akito Takagi
Akito Takagi (jap. 髙木 彰人, Takagi Akito; * 4. August 1987 in der Präfektur Osaka) ist ein japanischer Fußballspieler.

## Karriere

### Verein
Takagi erlernte das Fußballspielen in den Jugendmannschaften vom FC Soccer Shonendan Create Osaka und Gamba Osaka. Seinen ersten Vertrag unterschrieb er 2014 bei seinem Jugendverein Gamba Osaka. Der Verein aus Suita spielte in der höchsten Liga des Landes, der J1 League. Die zweite Mannschaft von Gamba spielte in der dritten Liga. Für die erste Mannschaft spielte er siebenmal in der ersten Liga. Für die U23 stand er 49-mal in der dritten Liga auf dem Spielfeld. Von Juli 2019 bis Saisonende wurde er an den Zweitligisten Montedio Yamagata ausgeliehen. Für den Verein aus der Präfektur Yamagata spielte er elfmal in der zweiten Liga. Die Saison 2020 spielte er ebenfalls auf Leihbasis beim Zweitligisten Matsumoto Yamaga in Matsumoto. Nach Vertragsende bei Gamba unterschrieb er im Februar 2021 einen Vertrag beim Zweitligisten Thespakusatsu Gunma.

### Nationalmannschaft
Mit der japanischen U20-Nationalmannschaft qualifizierte er sich für die U-20-Weltmeisterschaft 2017.

## Erfolge
Gamba Osaka
- J1 League: 2014
- Kaiserpokal: 2014
- J.League Cup

Sieger: 2014
Finalist: 2016